# Benjamin Lecomte
Benjamin Lecomte (ur. 26 kwietnia 1991 w Paryżu) – francuski piłkarz, występujący na pozycji bramkarza we francuskim klubie Montpellier.

## Kariera klubowa

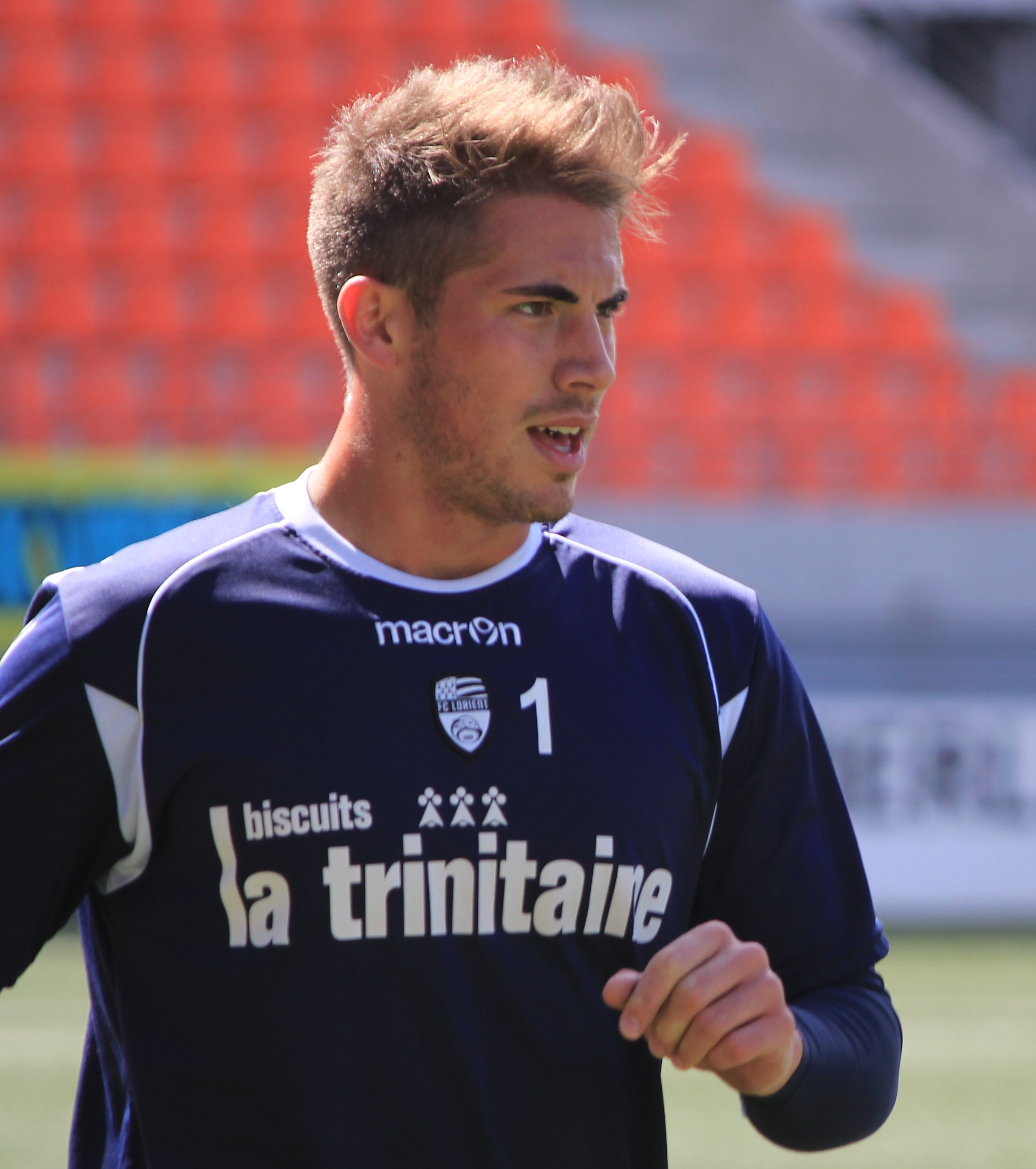
Lecomte w 2013 roku

Od 2006 szkolił się w szkółce piłkarskiej Chamois Niortais FC. 23 października 2010 zadebiutował w drużynie zawodowej FC Lorient na szczeblu Ligue 1. 23 lipca 2013 roku, przeszedł na zasadzie wypożyczenia do Dijon FCO. 15 lipca 2019 roku, podpisał pięcioletni kontrakt z AS Monaco.

## Kariera reprezentacyjna
Lecomte grał w młodzieżowych reprezentacjach Francji w wielu kategoriach wiekowych.

## Statystyki kariery
| Klub                   | Sezon              | Liga                   | Liga  | Liga   | Puchar Kraj. | Puchar Kraj. | Puchar Ligi | Puchar Ligi | Kontynent | Kontynent | Inne  | Inne   | Ogólnie | Ogólnie |
| Klub                   | Sezon              | Division               | Mecze | Bramki | Mecze        | Bramki       | Mecze       | Bramki      | Mecze     | Bramki    | Mecze | Bramki | Mecze   | Bramki  |
| ---------------------- | ------------------ | ---------------------- | ----- | ------ | ------------ | ------------ | ----------- | ----------- | --------- | --------- | ----- | ------ | ------- | ------- |
| FC Lorient B           | 2010/2011          | Championnat National 2 | 17    | 0      | —            | —            | —           | —           | —         | —         | —     | —      | 17      | 0       |
| FC Lorient B           | 2011/2012          | Championnat National 2 | 3     | 0      | —            | —            | —           | —           | —         | —         | —     | —      | 3       | 0       |
| FC Lorient B           | 2012/2013          | Championnat National 2 | 2     | 0      | —            | —            | —           | —           | —         | —         | —     | —      | 2       | 0       |
| FC Lorient B           | Ogólnie            | Ogólnie                | 22    | 0      | —            | —            | —           | —           | —         | —         | —     | —      | 22      | 0       |
| FC Lorient             | 2010/2011          | Ligue 1                | 2     | 0      | 0            | 0            | 1           | 0           | —         | —         | —     | —      | 3       | 0       |
| FC Lorient             | 2011/2012          | Ligue 1                | 5     | 0      | 0            | 0            | 3           | 0           | —         | —         | —     | —      | 8       | 0       |
| FC Lorient             | 2012/2013          | Ligue 1                | 5     | 0      | 5            | 0            | 1           | 0           | —         | —         | —     | —      | 11      | 0       |
| FC Lorient             | 2013/2014          | Ligue 1                | 1     | 0      | 0            | 0            | 0           | 0           | —         | —         | —     | —      | 1       | 0       |
| FC Lorient             | 2014/2015          | Ligue 1                | 38    | 0      | 1            | 0            | 0           | 0           | —         | —         | —     | —      | 39      | 0       |
| FC Lorient             | 2015/2016          | Ligue 1                | 37    | 0      | 5            | 0            | 0           | 0           | —         | —         | —     | —      | 42      | 0       |
| FC Lorient             | 2016/2017          | Ligue 1                | 31    | 0      | 3            | 0            | 0           | 0           | —         | —         | 2     | 0      | 36      | 0       |
| FC Lorient             | Ogólnie            | Ogólnie                | 119   | 0      | 14           | 0            | 5           | 0           | 0         | 0         | 2     | 0      | 140     | 0       |
| Dijon FCO (wyp.)       | 2013/2014          | Ligue 2                | 31    | 0      | 0            | 0            | 0           | 0           | —         | —         | —     | —      | 31      | 0       |
| Montpellier HSC        | 2017/2018          | Ligue 1                | 38    | 0      | 2            | 0            | 1           | 0           | —         | —         | —     | —      | 41      | 0       |
| Montpellier HSC        | 2018/2019          | Ligue 1                | 37    | 0      | 1            | 0            | 0           | 0           | —         | —         | —     | —      | 38      | 0       |
| Montpellier HSC        | Ogólnie            | Ogólnie                | 75    | 0      | 3            | 0            | 1           | 0           | 0         | 0         | 0     | 0      | 79      | 0       |
| AS Monaco              | 2019/2020          | Ligue 1                | 28    | 0      | 3            | 0            | 1           | 0           | —         | —         | —     | —      | 32      | 0       |
| AS Monaco              | 2020/2021          | Ligue 1                | 28    | 0      | 0            | 0            | —           | —           | —         | —         | —     | —      | 28      | 0       |
| AS Monaco              | Ogólnie            | Ogólnie                | 56    | 0      | 3            | 0            | 1           | 0           | 0         | 0         | 0     | 0      | 60      | 0       |
| Atlético Madryt (wyp.) | 2021/2022          | Primera División       | 0     | 0      | 0            | 0            | —           | —           | 0         | 0         | 0     | 0      | 0       | 0       |
| Ogólnie w karierze     | Ogólnie w karierze | Ogólnie w karierze     | 303   | 0      | 20           | 0            | 7           | 0           | 0         | 0         | 2     | 0      | 332     | 0       |